# Hermann Albert Schumacher

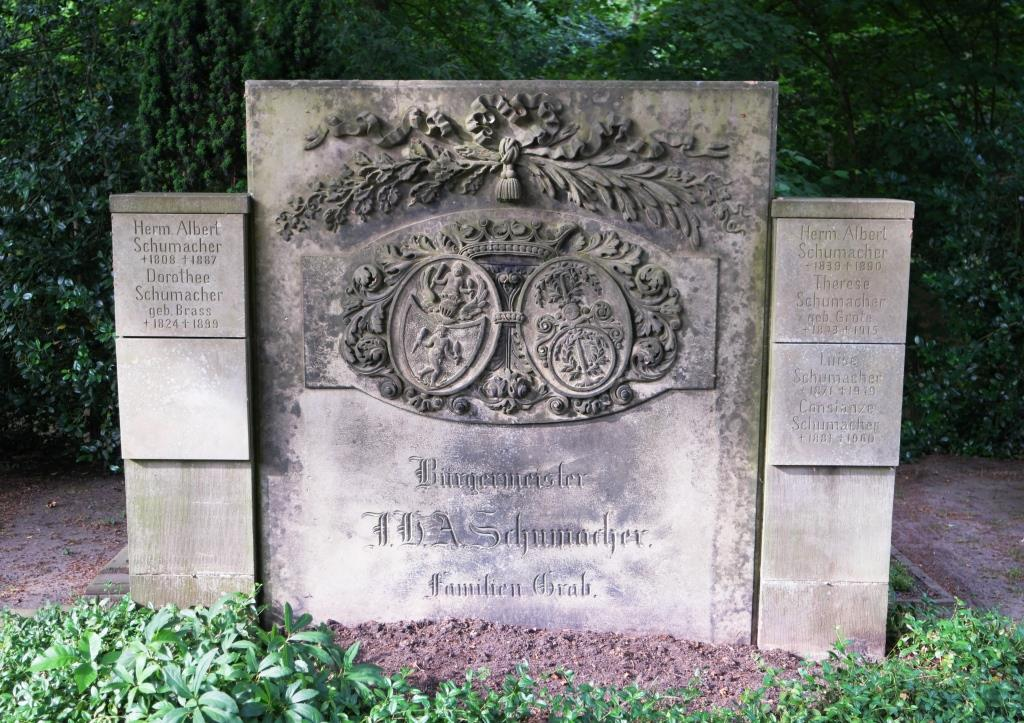
Grab von Hermann Albert Schumacher auf dem Riensberger Friedhof

Hermann Albert Schumacher (* 15. Dezember 1839 in Bremen; † 22. Juni 1890 in Bremen) war ein deutscher Jurist und Historiker.

## Leben
Hermann Albert Schumacher stammte aus einer Bremer Senatorenfamilie (Isak Hermann Albrecht Schumacher, Georg Schumacher, Hermann Albert Schumacher). Er absolvierte das Alte Gymnasium in Bremen und studierte Rechtswissenschaft und Geschichte an der Universität Jena, der Universität Göttingen und der Universität Berlin. 1863 wurde er in Bremen Anwalt. 1865 berief ihn die Handelskammer Bremen zum Syndicus. Er war zudem Generalsekretär der Deutschen Gesellschaft zur Rettung Schiffbrüchiger (DGzRS). Ab 1865 war er Mitglied der Bremischen Bürgerschaft. Die Entwicklung zur Gründung des Norddeutschen Bundes begleitete er 1866 aktiv. 1870 wurde er Ehrenmitglied von Haus Seefahrt. Als ab 1866 die Gründung des Bremer Bürgerparks eingeleitet wurde, gehörte er zu den ersten führenden Personen, die das Projekt unterstützten. Zudem war er Mitglied des Künstlervereins in Bremen.
Als Historiker haben einige seiner Werke bleibende Bedeutung. 1864 entstand das Werk Erster Schwurgerichtshof in Bremen. Er veröffentlichte unter anderem im Bremischen Jahrbuch zahlreiche Aufsätze.
1872 wurde Schumacher Ministerresident in Kolumbien, 1875 Generalkonsul in New York und 1883 Ministerresident in Lima. 1886 kam er nach Bremen zurück und betätigte sich wieder als bedeutender Historiker. 
Sein Grab befindet sich in der Familiengrabstätte auf dem Bremer Riensberger Friedhof in Bremen-Schwachhausen (Grablage R 249-252).

## Familie
Seine Söhne waren der Berliner Nationalökonom und Professor Hermann Schumacher (1868–1952) und der Architekt und Oberbaudirektor von Hamburg Fritz Schumacher (1869–1947).

## Schriften
- Älteste Geschichte des Domcapitels. In: Bremisches Jahrbuch, Jg. 1, Bremen 1863, S. 109–173.
- Der erste Schwurgerichtshof in Bremen. Studien und Kritiken. Müller, Bremen 1864.
- Die Stedinger. Beitrag zur Geschichte der Weser-Marschen. Müller, Bremen 1865. (Nachdrucke siehe Stedinger#Literatur)
- Das Rettungswesen zur See. Lüderitz, Berlin 1867.
- Petrus Martyr, der Geschichtsschreiber des Weltmeeres. Eine Studie. E. Steiger, New York 1879. Nachdruck als Taschenbuch: Elibron Classics, New York 2002, ISBN 0-543-84016-6.
- Südamerikanische Studien. Drei Lebens und Culturbilder: Mútis, Cáldas, Codazzi (1760–1860). Mittler, Berlin 1884.
- Kohls Amerikanische Studien. In: Deutsche geographische Blätter, Jg. 11 (1888), S. 105–222.
- Die amerikanischen Unternehmungen der Augsburger Welser. In: Deutsche geographische Blätter, Jg. 12 (1889), S. 5–21.